# 호르헤 삼파올리
호르헤 삼파올리(스페인어: Jorge Sampaoli ˈxorxe sampaˈoli[*], 1960년 3월 13일, 산타 페 ~)는 아르헨티나의 축구 감독이다. 삼파올리는 유소년 축구를 시작하는 와중에 중상을 당해 감독직을 시작하게 되었다. 삼파올리는 2006년에 코로넬 볼로네시의 지도자로써의 강력한 인상을 주었고, 이후 오히긴스와 에멜레크에서 짧은 기간이지만 팀을 성공적으로 이끌었다.
삼파올리는 2011년부터 2012년까지 우니베르시다드 데 칠레의 감독으로 전념하였고, 팀은 3차례 리그 우승과 코파 수다메리카나 우승을 거두었다. 이 성공으로 삼파올리는 전임 감독을 대신해 칠레 국가대표팀을 맡는 데에 이어졌다. 그는 언론과 팬들에 의해 마르셀로 비엘사의 경우처럼 공격적인 전술가로 잘 알려져 있다. 다만 명백한 차이점이 하나 있는데 마르셀로 비엘사는 자신이 지휘하는 팀이 어떻게 되거나말거나 무조건 공격만 고집하는 반면 호르헤 삼파올리는 최소한의 공수 균형은 유지한 상태에서 공격에 집중하는 스타일이라는 차이가 있다.

## 초기 경력
그는 산타 페 주 카세로스 군 인근의 작은 마을인 카실다 출신이다. 유년 시절, 삼파올리는 축구에 대해 열정적이었고, 고향 리그의 아마추어 리그에서 뛰던 그는 뉴얼스 올드 보이스 유소년 팀에 합류하였으나, 1979년에 당한 정강뼈와 종아리뼈 부상으로 19세에 축구를 접어야 했다.
부상 이후, 삼파올리는 1992년에 아마추어 클럽인 아프렌디세스 카실덴세스의 감독을 맡으며 감독직을 시작하였다. 4시즌 후, 그는 벨그라노 데 아레키토를 챔피언십으로 이끌었다. 같은 시즌, 당국은 그의 경기장 출입을 금하였다. 로사리오 지역지인 라 카피탈 (La Capital)에서 현장 사진이 실렸는데, 그의 전 클럽 (뉴얼스) 회장인 에두아르도 호세 로페스의 관심을 샀고, 그는 리저브팀인 아르헨티노 데 로사리오 계약을 제의하였다.

## 감독 경력

### 페루에서의 시작
2002년 1월, 삼파올리는 프리메라 B 메트로폴리타나에서 아르헨티노를 4년동안 지도하다가 페루 클럽인 후안 아우리치와 접촉하였다. 그는 결국 치클라요 연고의 페루 프리메라 디비시온 클럽과 계약을 체결하였고, 처음으로 프로 클럽팀 감독직을 맡게 되었다. 2월 24일, 그는 우니베르시타리오 (페루의 강호) 와의 경기에서 처음으로 프로 경기 감독을 맡았는데, 66분에 카를로스 플로레스와 88분에 그의 팀동료인 마르틴 빌라용가 페널티킥으로 실점하면서 1-2로 석패하였다. 이윽고, 경험많고 전설적인 미드필더 호세 델 솔라르가 92분에 뒤늦은 만회골을 기록하였다. 그러나, 삼파올리는 후안 아우리치에서 부진하였고, 8경기를 지도하는데 그쳤는데, 이 기간 동안 5번 패하고 코오프솔 트루히요와 알리안사 리마에게 2번 비겼으며, 시엔시아노와의 경기에서 세사르 산체스와 카를로스 플로레스의 골에 힘입어 2-0으로 단 한번 승리하는데 그쳤다. 삼파올리는 5월, 아우리치가 리그 최하위에 랭크되어 있을 때 팀을 떠났다. 1달 후인 6월, 그는 스포르트 보이스의 새 사령탑으로 영입되어 팀을 토르네오 데센트랄리사도로 이끌게 되었고, 코로넬 볼로네시전 2-0 승리로 데뷔하며 리그를 6위로 마무리했는데, 알리안사전 (알프레도 카르모나의 결승골로 1-0 승리) 과 우니베르시타리오전 (에스타디오 모누멘탈에서 열린 경기에서 파올로 데 라 아사와 카르모나의 연속골로 2-0 승리) 승리 등 굴직한 승리를 거두기도 하였다. 이후, 2004년, 그는 타크나 연고의 코로넬 볼로네시의 감독으로 영입되었다. 이 곳에서, 그는 거칠게 시작하였으나, 정착하는데 성공하여 2005년 데센트랄리사도에서의 인상적인 활약 끝에 아페르투라 5위를 차지하고, 이후 같은 해의 클라우수라에서 3위라는 성적을 거두고, 볼로 (Bolo)는 코파 수다메리카나 2006 예선전 진출로 클럽 역사상 첫 국제대회 진출을 달성하였으나, 칠레 클럽이자 나중에 준우승을 차지하는 콜로-콜로에게 패하며 탈락하였다. 그는 이후 2006년 수다메리카나를 병행하며 클라우수라에 참여하였고, 리그를 3위로 마감하였다. 2007년, 그는 스포르팅 크리스탈의 새 사령탑이 되었다. 그러나, 17경기에 불과 4승밖에 안되는 실망스러운 성적을 내는데 그쳤다. 삼파올리는 연말에 "셀레스테스" 사령탑에서 해임되었다. 이로 인해 그의 페루에서의 감독 경력은 종료되었다.

### 칠레와 에콰도르에서의 임기
2007년 말, 삼파올리는 칠레로 이주하여 오히긴스의 감독을 맡았다. 2008년, 팀은 아페르투라에서 3위를 차지하며 칠레 거함들이 상대하기 까다로운 존재임을 증명하였다. 팀은 거함 우니베르시다드 데 칠레와의 플레이오프 8강에서 탈락하였다. 그 다음해, 삼파올리에게 시련이 찾아왔는데, 2009년 아페르투라 플레이오프 진출에도 불구하고 산티아고 연고의 우니온 에스파뇰라에게 2차전에서 1-6으로 패하는 등 "라 셀레스테"는 부진한 행보를 보였고, 8위로 시즌을 마감하였다. 삼파올리는 2009년 8월에 경질되었다.
2010년 에멜레크는 삼파올리와 접촉하여 감독직을 제의하였고, 그에 따라 코파 리베르타도레스 2010에서 팀을 지휘하였고, 비록 조별리그 탈락에 그쳤으나, 지역 대회에서 인상적인 활약 끝에 토너먼트 1라운드 1위를 차지하여 코파 수다메리카나 2010과 코파 리베르타도레스 2011 조별 리그 진출권을 확보하였다. 같은 해 에멜레크는 후반기 1위를 차지한 리가 데 키토를 상대하였으나, 패하였다.

### 칠레
2012년 12월 3일, 칠레 프로 축구 국립 협회는 삼파올리가 우니베르시다드 데 칠레에서 3번의 리그 우승과 코파 수다메리카나 우승을 일구어내는 등 우수한 활약 끝에 국가대표팀 사령탑을 이끌게 되었다고 발표하였다.
삼파올리의 사령탑 취임은 칠레 국가대표팀의 활약상과 결과에서 반전을 가져다 주었는데, 4차례의 월드컵 예선전에서 3번을 이겼다. 삼파올리 감독 휘하에, 칠레는 같은 아르헨티나 국적의 감독이자 삼파올리가 계승한 마르셀로 비엘사의 철학을 통해 다시 역동적이며, 강한 압박을 하게 되었다.
2014년 브라질 월드컵에서는 스페인, 네덜란드, 호주와 한 조에 속해서 2승 1패의 성적으로 16강에 진출시킨 뒤 16강에서 브라질에게 패하며 탈락하였다. 이후 2015년 코파 아메리카에서도 팀을 우승으로 이끌었으나, 당해 연말에 탈세 혐의에 연루되었으며, 결국 이듬해 탈세 관련 문제 및 칠레축구협회와의 불화로 자진사퇴하였다.

### 아르헨티나
2017년 6월 에드가르도 바우사 감독이 경질되자 아르헨티나 축구 국가대표팀은 1개월 동안 무감독 상태가 되었다. 그 이후 호르헤 삼파올리는 칠레를 성장시킨 이력을 인정받아 조국의 국가대표팀 감독으로 부임하게 되었다. 그 이후 평가전에서 브라질을 1-0, 싱가포르를 7-0으로 각각 이기면서 아르헨티나 축구 국가대표팀이 되살아나게 하면서 간신히 팀을 본선에 진출시켰고, 본선에서는 아이슬란드, 크로아티아, 나이지리아 등과 한 조가 되었다.
그러나 본선에서는 아이슬란드와 비기고 크로아티아한테는 졸전 끝에 완패하는 등 탈락 위기에 몰렸다가 나이지리아를 이기고 어렵게 16강에 진출하였다. 16강에서는 프랑스를 상대하게 되었는데, 접전 끝에 4대3으로 패하면서 16강에서 탈락하였고, 월드컵 종료 무렵 감독직에서 물러났다. 그의 후임으로는 리오넬 스칼로니가 신임되었다.

## 수상

#### 벨그라노 데 아레키토
- 디비전 5 : 1996

#### 어프렌디스 카실덴세스
- 디비전 5 : 1999, 2000

#### 우니베르시다드 데 칠레
- 칠레 프리메라 디비시온: 2011 아페르투라, 2012 클라우수라, 2012 아페르투라
- 코파 수다메리카나: 2011

#### 아틀레치쿠 미네이루
- 캄페오나투 미네이루 : 2020

#### 칠레
- 코파 아메리카 : 2015

### 개인
- 코파 아메리카 최우수 감독 : 2015
- 남아메리카 올해의 감독 : 2015
- IFFHS 올해의 국가대표 감독 : 2015
- 라리가 이 달의 감독 : 2016년 10월